# Visions (álbum de Paul Horn)
Visions es un álbum de estudio del músico estadounidense Paul Horn. Fue publicado en mayo de 1974 a través de Epic Records.

## Grabación y contenido
Visions se grabó en los estudios A&M, en Hollywood, California. El álbum, producido por Henry Lewy, presenta composiciones contemporáneas de compositores como Joni Mitchell, Stevie Wonder, Joan Baez y David Crosby, entre otros. Esto marca un cambio para Horn, que anteriormente había grabado composiciones predominantemente orientadas al jazz.

## Recepción de la crítica
Un escritor no especificado de Billboard escribió: “Una excelente oferta de temas pop con arreglos de jazz. La calificación y la imaginación abundan en todo momento, con la habilidad musical de Horn en flauta, saxofón alto y clarinete a la cabeza”. Un escritor no especificado de la revista Cash Box declaró: “La música progresiva de Paul ha sido durante mucho tiempo su marca registrada y en su último LP Epic, continúa ampliando no sólo el reino de la imaginación, sino también el de la música en general... A lo largo del LP, Jim trabaja en una variedad de texturas y estados de ánimo que reflejan su sensibilidad como artista creativo”.

## Lista de canciones
| Lado uno |                  |               |          |  |
| N.º      | Título           | Escritor(es)  | Duración |  |
| 1.       | «Too High»       | Stevie Wonder | 2:40     |  |
| 2.       | «Guinnevere»     | David Crosby  | 3:15     |  |
| 3.       | «High Tide»      | David Batteau | 3:48     |  |
| 4.       | «Long Time Gone» | Crosby        | 2:45     |  |
| 5.       | «Blue»           | Joni Mitchell | 5:58     |  |

| Lado dos |                       |              |          |  |
| N.º      | Título                | Escritor(es) | Duración |  |
| 1.       | «Chelsea Morning»     | Mitchell     | 2:45     |  |
| 2.       | «Visions»             | Wonder       | 4:00     |  |
| 3.       | «Song with No Words»  | Crosby       | 4:03     |  |
| 4.       | «Dida»                | Joan Baez    | 3:20     |  |
| 5.       | «Living for the City» | Wonder       | 4:02     |  |

## Créditos y personal
Créditos adaptados desde las notas de álbum de Visions.
Músicos
- Paul Horn – saxofón alto, flauta, flautín, flauta alto, flauta bajo, clarinete
- Tom Scott – órgano
- John Guerin – batería, percusión
- Max Bennett – bajo eléctrico
- Joe Sample – piano Rhodes
- Larry Carlton – guitarra
- Roger Johnson – guitarra adicional
- Rubens Bassini – percusión
- Carmen Bryant Kneddy – coros
- Kathy Collier – coros
- Joni Mitchell – piano, voces en «Blue»

Personal técnico
- Henry Lewy – productor, ingeniero de audio
- Milt Calice – ingeniero asistente
- Tom Scott – arreglos
- Glen Dias – ilustración, diseño

## Posicionamiento
| Gráfica (1974)                                  | Pico de posición |
| ----------------------------------------------- | ---------------- |
| Estados Unidos (Cash Box Top 100 Albums Cont'd) | 167              |
| Estados Unidos (Record World Jazz LP Chart)     | 9                |